# Салфар-Спрінгс (Арканзас)
Салфар-Спрінгс (англ. Sulphur Springs) — місто (англ. city) в США, в окрузі Бентон штату Арканзас. Населення — 481 особа (2020).

## Географія
Салфар-Спрінгс розташований на висоті 277 метрів над рівнем моря за координатами 36°29′3″ пн. ш. 94°27′36″ зх. д. / 36.48417° пн. ш. 94.46000° зх. д. (36.484076, -94.460095).  За даними Бюро перепису населення США в 2010 році місто мало площу 2,65 км², з яких 2,64 км² — суходіл та 0,01 км² — водойми.

## Демографія
Згідно з переписом 2010 року, у місті мешкало 511 особа в 204 домогосподарствах у складі 138 родин. Густота населення становила 193 особи/км².  Було 274 помешкання (103/км²). 
Расовий склад населення:
| - 88,3 % — білих - 4,3 % — вихідців з тихоокеанських островів - 2,3 % — корінних американців - 0,6 % — чорних або афроамериканців - 0,2 % — азіатів - 1,2 % — осіб інших рас |

До двох чи більше рас належало 3,1 %. Іспаномовні складали 4,3 % від усіх жителів.
За віковим діапазоном населення розподілялося таким чином: 27,4 % — особи молодші 18 років, 60,9 % — особи у віці 18—64 років, 11,7 % — особи у віці 65 років та старші. Медіана віку мешканця становила 36,1 року. На 100 осіб жіночої статі у місті припадало 94,3 чоловіків;  на 100 жінок у віці від 18 років та старших — 91,2 чоловіків також старших 18 років.
Середній дохід на одне домашнє господарство  становив 33 761 долар США (медіана — 23 088), а середній дохід на одну сім'ю — 46 671 долар (медіана — 30 750). За межею бідності перебувало 43,0 % осіб, у тому числі 50,9 % дітей у віці до 18 років та 9,2 % осіб у віці 65 років та старших.
Цивільне працевлаштоване населення становило 120 осіб. Основні галузі зайнятості: роздрібна торгівля — 21,7 %, виробництво — 19,2 %, науковці, спеціалісти, менеджери — 15,8 %, освіта, охорона здоров'я та соціальна допомога — 12,5 %.
За даними перепису населення 2000 року в Салфар-Спрінгсі проживало 671 осіб, 160 сімей, налічувалося 229 домашніх господарств і 279 житлових будинків. Середня густота населення становила близько 258 осіб на один квадратний кілометр. Расовий склад Салфар-Спрінгса за даними перепису розподілився таким чином: 86,74 % білих, 2,24 % — чорних або афроамериканців, 0,89 % — корінних американців, 0,30 % — азіатів, 2,68 % — представників змішаних рас, 7,15 % — інших народів. Іспаномовні склали 16,69 % від усіх жителів міста.
З 229 домашніх господарств в 40,2 % — виховували дітей віком до 18 років, 52,4 % представляли собою подружні пари, які спільно проживали, в 11,4 % сімей жінки проживали без чоловіків, 29,7 % не мали сімей. 24,0 % від загального числа сімей на момент перепису жили самостійно, при цьому 12,2 % склали самотні літні люди у віці 65 років та старше. Середній розмір домашнього господарства склав 2,93 особи, а середній розмір родини — 3,45 особи.
Населення міста за віковим діапазоном за даними перепису 2000 року розподілилося таким чином: 32,8 % — жителі молодше 18 років, 9,2 % — між 18 і 24 роками, 27,6 % — від 25 до 44 років, 18,9 % — від 45 до 64 років і 11,5 % — у віці 65 років та старше. Середній вік мешканця склав 30 років. На кожні 100 жінок в Салфар-Спрінгсі припадало 95,1 чоловіків, у віці від 18 років та старше — 90,3 чоловіків також старше 18 років.
Середній дохід на одне домашнє господарство в місті склав 25 536 доларів США, а середній дохід на одну сім'ю — 29 844 долара. При цьому чоловіки мали середній дохід в 21 354 долара США на рік проти 19 000 доларів середньорічного доходу у жінок. Дохід на душу населення в місті склав 9542 долари на рік. 20,0 % від усього числа сімей в окрузі і 25,8 % від усієї чисельності населення перебувало на момент перепису населення за межею бідності, при цьому 30,2 % з них були молодші 18 років і 10,0 % — у віці 65 років та старше.